# Заставно
Заставно (пол. Zastawno, нім. Schönberg) — село в Польщі, у гміні Млинари Ельблонзького повіту Вармінсько-Мазурського воєводства.
Населення — 170 осіб (2011).
У 1975-1998 роках село належало до Ельблонзького воєводства.

## Демографія
Демографічна структура станом на 31 березня 2011 року:
|          | Загалом | Допрацездатний вік | Працездатний вік | Постпрацездатний вік |
| -------- | ------- | ------------------ | ---------------- | -------------------- |
| Чоловіки | 93      | 22                 | 66               | 5                    |
| Жінки    | 77      | 16                 | 43               | 18                   |
| Разом    | 170     | 38                 | 109              | 23                   |